# Homer's Odyssey
"Homer's Odyssey" é o terceiro episódio da primeira temporada de Os Simpsons, exibido originalmente em 21 de janeiro de 1990. Esse foi o terceiro episódio produzido e o terceiro a ir ao ar na televisão.

## Produção
Smithers foi colorido de forma errada pelo encarregado da coloração, Gyorgi Peluci, que colocou uma cor de pele em tom marrom nele. David Silverman disse que Smithers deveria ser o "complacente branco de Sr. Burns", além da produção achar que era uma má ideia manter um personagem com papel de servinte afro-americano, então Smithers mudou de cor no próximo episódio.
É neste episódio que Homer ganha o emprego de inspetor de segurança na usina nuclear, já que antes ele era supervisor técnico, tendo sido recrutado por uma organização do governo de Gerald Ford que empregava pessoas sem habilidades.
O Peixe de Três Olhos Blinky faz uma pequena participação no episódio, mas não com toda a importância que nos próximos episódios em que ele aparece. Marge, chamava-se Julliete no roteiro original como uma forma de homenagem a "Romeu e Julieta", mas essa ideia foi abandonada pela equipe de produção. Também é a primeira vez que é mencionado o J no meio do sobrenome de Homer. A adição do J. no sobrenome dele é uma refêrencia ao personagem de desenho animado Bullwinkle J. Moose.
São as primeiras aparições de Otto Mann, Clancy Wiggum, Jasper Beardley, Sam e Larry, Sr. e Sra. Winfield, Sherri e Terri e Waylon Smithers, que apesar de ser ouvida sua voz no episódio O Prêmio de Natal.

## Enredo
As crianças da Escola Elementar de Springfield vão a um passeio para a Usina Nuclear. Antes de elas partirem a Sra. Krabappel diz que não quer que o passeio seja uma repetição da vergonha visita delas a prisão de Springfield e quer todos especialmente todos, especialmente Bart, se comportem. Quando ela fala isso Bart responde que ele esqueceu de destrancar "aquela" porta. De repente o ônibus chega e Bart vai falar com Otto. Bart pergunta se ele tem alguma tatuagem nova e ele diz que acordou de manha com uma. Ele mostra a tatuagem em forma de um crânio em fogo com uma faca furando ele e Bart diz que quer uma. Otto responde que ele só vai poder ter uma com 14 anos.
Bart acaba sendo o último a entrar no ônibus e o único lugar vago é do lado do Wendell, um garoto que sempre vomita. A Sra. Krabappel manda ele ir sentar lá e ele acaba indo. Quando ele senta Wendell diz para ele não sacudir muito o banco e parece mal. Antes deles partirem a Sra. Krabappel dá um aviso para que eles não coloquem nenhuma parte do corpo para fora da janela contando a eles a trágica história do garoto que colocou o seu braço para fora da janela e ele foi arrancado por um caminham que vinha no sentido oposto, então Bart coloca o seu braço dentro da camisa e diz que ele era esse garoto. A Sra. Krabappel manda ele sentar de novo e diz que esta cheia dele.
Finalmente partem e durante a viagem às crianças acenam para o pessoal no depósito de resíduos de lixo tóxico e da prisão até que o ônibus passa pela escola de novo. Otto Mann diz que esta só pegando um atalho. Wendell parece que vai vomitar e Bart chama a Sra. Krabappel gritando. Fica com raiva e diz que se ela ouvir mais um pio dele ele vai ter que cantar na frente da turma. Bart pergunta se ele pode escolher a música. A Sra. Krabappel diz que não e que a música será "John Henry Era um Maquinista". Bart fica quieto, mas Cherry e Terry, que estão sentadas atrás dele dizem que vão fazer ele cantar. Eles conversam um pouco e depois as duas o beijam. Bart grita e a Sra. Krabappel diz que já chega e que ele devia ser mais parecido com a Cherry e a Terry e faz ele cantar.
Quando eles chegam na Usina, Bart bate nas costas de Wendell dizendo que ele conseguiu. Então ele vomita e todos pulam para fora do ônibus. Depois eles entram e o segurança nem percebe que eles estão ali. Lá dentro Smithers explica a eles um pouco sobre a Energia Nuclear e passa um vídeo sobre o assunto que parece ser incrivelmente velho. No filme uma pequena criatura explica que as barras de urânio 235 tornam a água quente e o vapor gira as turbinas que geram energia. Depois que o filme acaba e todos aplaudem. Smithers mostra um portão escrito "Perigo Radiação Forte", depois o portão se abre e atrás dele tem outro escrito "Entre por sua Própria conta e Risco", depois um terceiro portão escrito "Aprecie a Visita". Ele vem o resto da Usina e Smithers mostra tudo a eles. Uma das coisas que ele mostra e o local onde a água usada por eles volta para natureza, então nos podemos ver que no meio da água há um peixe de três olhos.
Cherry e Terry dizem que o pai delas diz que o pai dele é incompetente, o que Bart não vê como uma ofensa. Naquele momento Homer estava dentro de um pequeno carro comendo rosquinhas e pergunta se as crianças já passaram por ali, um outro trabalhador diz que eles quisessem que elas o vissem de papo pro ar, comendo rosquinhas iriam ter levado elas para a casa dele. Homer então sai com o seu carrinho para tentar achar elas e quando ele acha fica distraído que acaba batendo em um cano. Quando o chefe dele, que também é o pai de Cherry e Terry, pergunta quem fez aquilo todos, até mesmo Homer dizem que foi ele. Por causa disso ele acaba sendo despedido.
No dia seguinte Os Simpsons estão na mesa da cozinha tentando achar um novo emprego para Homer, primeiro Lisa sugeste um emprego em uma fabrica de fogos de artifícios, mas Homer diz que eles são perfeccionistas, depois ela fala sobre um como Técnico de Supervisão, mas ele diz que não é Técnico de Supervisão, mas sim um Supervisor Técnico. Ele acha que não vai conseguir nada, mas Marge diz que ele já causou vários acidentes nucleares e sempre se recuperou. Então ele começa a se sentir melhor, diz que é jovem, tem saúde e aceita qualquer coisa.
Depois de muitas tentativas, ele não consegue nada e vai beber no Bar do Moe, onde Bart faz o primeiro trote no Moe dizendo estar procurando por um "x. x. Liberado". Depois do trote Homer pede mais uma cerveja, mas ele não tem dinheiro e pede para o Moe fiada. Moe não aceita por que ele não acha que Homer vai conseguir outro emprego para poder pagar-lo. Homer vai para casa e a noite, Marge acorda e pergunta o que ele esta fazendo. Ele diz que só esta pensando. Marge responde que ela também andou pensando e diz que quando eles se casaram o Sr. Berger prometeu que ela poderia voltar para o seu antigo emprego quando ela quisesse. Homer pergunta se ela ainda pode fazer aquele tipo de emprego e ela diz que sim. Então ela volta para o seu emprego de garçonete.
Homer fica o dia todo deitado no sofá e Bart aproveita para tirar proveito dele fazendo com que ele assine o seu boletim. À noite Homer vê um comercial de cerveja e fica com vontade de beber uma. Ele procura na geladeira mais só acha um bolo dizendo que a sua família o ama. Fica com raiva por que não acha uma cerveja e joga o bolo fora. Procurando por dinheiro ele acaba quebrando o porquinho de Bart e dentro dele não acha nem a metade do dinheiro necessário para comprar uma cerveja. Ela conta o dinheiro e não tem mesmo o suficiente. Fica tão mau que escreve uma carta para a sua família e decide se matar, se jogando de uma ponte com uma pedra enorme amarrada nele. Quando ele abre o portão do quintal, vê que ele está fazendo barulho então volta e coloca um pouco de olho nele. Homer sai andando com a pesada pedra e reclama que tudo e muito difícil.
Um casal de pessoas velhas vêem Homer carregando a pedra e a Sra. diz que o jovem Simpson vai se suicidar, mas o Sr. responde que ele talvez estivesse levando a pedra para passear, e os dois começam a rir. Enquanto isso em casa, Bart e Lisa acordam Marge dizendo que eles foram assaltados. Bart diz que alguém robou o porquinho dele. Eles dessem as escadas e Lisa acha a carta de Homer. Chegando na ponte, Homer quase é atropelado por um carro. De repente, quando ele está pronto para pular sua família aparece e vai correndo atrás dele, sem perceber que um carro vinha em sua direção. Homer corre até eles e os salva de serem atropelados. Nesse momento, uma luz brilha na cabeça de Homer e ele diz que a última coisa que ele vai fazer e se suicidar e que ele não descansara até aquele lugar ter uma placa de "Pare".
A família vai até uma reunião do governo da cidade, onde o chefe Wiggum mostra um retrato falado de um pichador chamado "El Barto" (Que é o Bart) e Homer diz que não gostaria de encontrar ele na rua. Depois disso Homer começa a falar um discurso que ele havia preparado, mas os políticos da reunião dizem para ele ir direto ao assunto, ele fala sobre a placa de "pare" e rapidamente eles votam e a nova placa é aceita, mas Homer não para por ai e logo a cidade fica lotada com placas como "Buraco" e "Dirija Amigavelmente".
Apesar disso tudo, Homer ainda não atacou o maior problema de Springfield: A Usina Nuclear. Ele então forma um protesto contra a Usina com uma multidão. O Sr. Burns o observa da sua sala e pergunta a Smithers quem é ele. Smithers responde que ele é Homer Simpson e que ele foi despedido da Usina por total incompetência. Burns manda trazerem Homer para a sua sala. Homer vai falar com Burns que oferece a ele um emprego como Inspetor de Segurança. Homer não tem certeza se deve aceitar, mas ele não pode deixar Marge sustentando a família, então aceita. Como sua primeira obrigação, Burns diz para Homer falar para a multidão que a Usina é segura. Homer olha para a sua família e não consegue falar, mas Burns fica impressionado com a esperteza de Homer e o deixa ficar com o emprego. Homer avisa a multidão que ele vai ser o Inspetor de Segurança da empresa e todos o apoiam.